# Hypothecla palawensis
Hypothecla palawensis är en fjärilsart som beskrevs av Hayashi 1976. Hypothecla palawensis ingår i släktet Hypothecla och familjen juvelvingar. Inga underarter finns listade i Catalogue of Life.